# Arthur Kornberg
Arthur Kornberg (New York, 1918. március 3. – Stanford, Kalifornia, 2007. október 26.) amerikai biokémikus. 1959-ben Severo Ochoával közösen megkapta a orvostudományi Nobel-díjat a "DNS- és RNS-szintézis mechanizmusának felfedezéséért".

## Tanulmányai
Arthur Kornberg 1918. március 3-án született New Yorkban. Szülei kelet-európai zsidó bevándorlók voltak; apja, Joseph Kornberg kis vasáru-kereskedéssel rendelkezett; anyja Lena Kornberg (lánykori nevén Katz) volt. Brooklynban járt elemi és középiskolába, majd mindössze 15 évesen beiratkozott az ingyenes City College of New York-ba, ahol 1937-ben BSc fokozatot szerzett. Az gazdasági válság idején a család nehéz anyagi helyzetben volt és Arthur előbb apja kereskedésében, majd egy férfiruha-boltban dolgozott eladóként az iskola mellett. Tanulmányait a Rochesteri Egyetem orvosi szakán folytatta és 1941-ben megkapta diplomáját. Egy évig belgyógyászati gyakorlaton volt, utána pedig, mivel az Egyesült Államok belépett a második világháborúba, egy ideig hadihajón teljesített orvosi szolgálatot.

## Tudományos munkássága
Egy sárgaságról írt cikke felkeltette a National Istitutes of Health (NIH) igazgatójának figyelmét és meghívta az intézetébe. Kornberg hiánybetegségeket tanulmányozott és itt kezdett el érdeklődni az anyagcsere útvonalai és a benne szereplő enzimek iránt. 1946-tól egy évet töltött Severo Ochoa New York-i laboratóriumában, ahol megtanulta az enzimek tisztítását és izolálta a malát-dehidrogenázt a májból és az akonitázt az izomszövetből. Ochoa ajánlásával további fél évet töltött Carl és Gerty Cori St. Louis-i intézetében, ahol megtanulta az "új biokémiát" és élethosszig tartó szenvedélyévé vált a bonyolult metabolitikus útvonalak kibogozása és az enzimek izolálása. Miután visszatért a NIH-be, létrehozta az Enzim és Anyagcsere Részleget és azt kezdte el kutatni, hogyan lesz a NAD és NADP molekulákból energiagazdag adenozin-trifoszfát. 1953-ban átment a Cori házaspár egyetemére, a St. Louis-i Washington Egyetemre, ahol a mikrobiológiai tanszék vezetésével bízták meg.

## A DNS-szintézis felderítése
1953-ban fény derült a DNS szerkezetére, Kornberg pedig 1955-ben elkezdett foglalkozni a DNS-szintézis kérdésével. Mintegy hároméves munkával sikerült izolálni a DNS-polimeráz enzimet; kiderítette hogy mindig szükség van egy kiinduló egyszálú DNS-re a kettős spirál létrejöttéhez; ő fedezte fel, hogy az enzimnek szüksége van egy primerre, egy rövid kétszálú szakaszra, amit aztán folytathat; hogy az enzim nukleozid-trifoszfátokat használ fel az új DNS-molekulához; és hogy a DNS-polimerázban beépített hibajavító funkció is található.
A nukleinsav-szintézisben elért felfedezéseiért Arthur Kornberg 1959-ben Severo Ochoával közösen (aki az RNS-szintézisben ért el jelentős eredményeket) orvostudományi Nobel-díjban részesült. 

## Későbbi pályafutása
Kornberg más kutatókkal együttműködve megmutatta, hogy a mesterségesen lemásolt bakteriofág-DNS fertőzőképes. Eredményét az újságok úgy interpretálták, hogy először hozott létre életet kémcsőben. Ezen munkája során fedezte fel a ligáz enzimet, amely képes a lineáris DNS-molekula végeit összekapcsolva kör alakúvá változtatni azt. Kornberg felismerte, hogy a baktériumokban többféle DNS-polimeráz is működik; ezek egyikét, az Escherichia coli DNS-polimeráz III-át a fia, Tom Kornberg izolálta egyetemi hallgatóként. Másik fia, Roger Kornberg 2006-ban kapott kémiai Nobel-díjat az RNS-másoló enzimkomplexum szerkezetének felderítéséért.
1959-ben felajánlották számára a Stanford Egyetem újonnan létrehozott biokémiai tanszékének vezetését, amit egészen 1969-ig ellátott, majd utána az egyetem professzoraként dolgozott. 1988-ban visszavonult és professor emeritusként tevékenykedett.
Tagja volt az Amerikai Tudományos Akadémiának, az angol Royal Society-nek, az Amerikai Filozófiai Társaságnak. 1979-ben Nemzeti Tudományos Éremmel tüntették ki.

## Családja
Arthur Kornberg 1943-ban feleségül vette Sylvy Ruth Levyt. Három fiuk született, Roger Kornberg (kémiai Nobel-díjas strukturális biológia professzora a Stanford Egyetemon), Thomas Kornberg (a biokémia és biofizika professzora az San Franciscói Kaliforniai Egyetemen) és Kenneth Kornberg (laboratóriumokra specializálódott építész). Miután felesége 1986-ban meghalt, Kornberg 1988-ban összeházasodott Charlene Walsh Leveringgel. Charlene 1995-ben elhunyt, Kornberg pedig harmadszor is megnősült, Carolyn Frey Dixont vette el 1998-ban.
Arthur Kornberg 2007. október 26-án hunyt el Stanfordban, 89 éves korában.